# (4011) Bakharev
(4011) Bakharev est un astéroïde de la ceinture principale.

## Description
(4011) Bakharev est un astéroïde de la ceinture principale. Il fut découvert le 28 septembre 1978 à Naoutchnyï par Nikolaï Tchernykh. Il présente une orbite caractérisée par un demi-grand axe de 2,20 UA, une excentricité de 0,05 et une inclinaison de 1,2° par rapport à l'écliptique.

## Compléments